# Du Quoin (Illinois)
Du Quoin je grad u američkoj saveznoj državi Ilinois. Prema popisu stanovništva iz 2010. u njemu je živjelo 6.109 stanovnika.